# Tobias Schopf
Tobias Schopf (* 25. Dezember 1985 in Eggenburg) ist ein österreichischer Handballspieler.

## Karriere
Schopf begann in seiner Jugend beim USV Langenlois Handball zu spielen. Bereits 2002, im Alter von 16 Jahren, wechselte der Rechtshänder in die Jugendabteilung des UHK Krems. Mit den Niederösterreichern konnte sich der Außenspieler 2005/06 und 2007/08 den unter 21 Meistertitel sichern.
Während seiner Zeit in der Kampfmannschaft konnte sich Schopf 2009/10 den Cup-Titel sichern. Außerdem avancierte er zu einem der torgefährlichsten Spieler in der Handball Liga Austria und erzielte im Grunddurchgang 2009/10, 2010/11, 2013/14, 2015/16 und 2016/17 die meisten Tore. 2018 beendete der Flügelspieler seine Karriere.
Für den UHK Krems nahm er in der Saison 2005/06 und 2008/09 am EHF Challenge Cup sowie 2006/07 am EHF Cup und 2010/11 am Europapokal der Pokalsieger teil.
Er stand 14-mal im Aufgebot der österreichischen Nationalmannschaft.

## Erfolge
- 1 × Österreichischer Pokalsieger 2009/10

## HLA-Bilanz
| Saison    | Verein    | Spielklasse | Tore | 7-Meter        | Feldtore |
| --------- | --------- | ----------- | ---- | -------------- | -------- |
| 2008/09   | UHK Krems | HLA         | 72   | 7/10           | 65       |
| 2009/10   | UHK Krems | HLA         | 243  | 50/66          | 193      |
| 2010/11   | UHK Krems | HLA         | 228  | 54/69          | 174      |
| 2011/12   | UHK Krems | HLA         | 223  | 76/94          | 147      |
| 2012/13   | UHK Krems | HLA         | 164  | 27/40          | 137      |
| 2013/14   | UHK Krems | HLA         | 201  | 51/65          | 150      |
| 2014/15   | UHK Krems | HLA         | 88   | 14/22          | 74       |
| 2015/16   | UHK Krems | HLA         | 217  | 67/86          | 150      |
| 2016/17   | UHK Krems | HLA         | 188  | 63/83          | 125      |
| 2017/18   | UHK Krems | HLA         | 119  | 24/33          | 95       |
| 2008–2018 | gesamt    | HLA         | 1743 | 433/568 (76 %) | 1310     |